# Svedjeholmen
Svedjeholmen is een Zweeds eiland in de Råneälven. Het eiland ligt in het Niemiselet, een verbreding van de rivier. Het onbewoonde eiland heeft geen oeververbinding.
Storholmen · Storselaholmen · Storholmen · Sladaholmen · Hedholmen · Notholmen · Svedjeholmen · Tomasholmen · Niemiholm · Lillholmen · Färholmen · Sundbergholmen · Killingholmen · Holmen · Prästholmen · Börstholmen · Längholmen · Degerholmen · Kullen · Kaninholmen · Andholmen